# 圭內斯 (古巴)
圭内斯是古巴的城市，位於首都哈瓦那東南48公里，属瑪雅貝克省，始建於1737年，面積445平方公里，海拔高度65米，2004年人口68,951，人口密度每平方公里155人。

## 外部連結
- Guineros.com（页面存档备份，存于）